# 阿里·阿卜杜拉·艾尤卜
阿里·阿卜杜拉·艾尤卜中将（1952年4月28日出生）是叙利亚高级军官，现任阿拉伯叙利亚共和国武装部隊总参谋长暨阿拉伯叙利亚陆军参谋长，于2012年7月18日叙利亚内战正酣时由叙利亚总统巴沙尔·阿萨德任命。

## 生平[3]

### 成为总长前
艾尤卜是阿拉维派穆斯林，出生于叙利亚阿拉维派聚居区拉塔基亚省，该省也是包括阿萨德家族在内的大部分叙利亚领导层核心人物的出生地。
1971年1月11日加入军事学院。
1973年1月11日委任为中尉。
艾尤卜曾在叙利亚共和国卫队服役，担任过负责保卫首都大马士革的105旅旅长，该旅也是共和国卫队中最强大的旅。之后，他调任叙陆军第一军军长，该军由4个师和一个先进的导弹营组成，是叙軍中的精锐部队。艾尤卜在军旅生涯中积累了丰富的陆战经验。
2011年9月，艾尤卜接替巴沙尔总统的姐夫阿塞夫·肖卡特中将，担任叙军副总参谋长暨陆军副参谋长，负责军中人事与兵源，军衔由少将晋升中将。他在叙利亚内战中负责协调叙军各单位的行动，因而被视为叙军在内战早期镇压抗议活动过程中的后勤关键人物之一。
2011年11月15日，英国财政部把艾尤卜列入英国金融制裁名单，指他应为在叙内战中使用暴力镇压抗议活动负责。
2012年1月1日，晋升为中将。

### 成为总长后
2012年7月18日，叙利亚首都大马士革的国家安全总部发生自杀式袭击，包括时任国防部长达乌德·拉吉哈中将在内的巴沙尔政权的多名军事和安全机构负责人被炸身亡。同一日，巴沙尔总统火速任命叙军总参谋长法赫德·贾西姆·弗拉杰中将为国防部长兼武装部隊副总司令，身为副总参谋长的艾尤卜则顺位接替弗拉杰成为叙军总参谋长暨陆军参谋长。分析指出，艾尤卜接任总长要归功于他丰富的陆战、尤其是巷战经验。
艾尤卜担任叙军总长后积极应对反对派武装，在政府军重新夺回并控制首都大马士革和经济中心阿勒颇的关键地区的行动中发挥了重要作用。

## 受训经历
- 1982-1986年，苏联伏龙芝军事学院
- 高级指挥员培训课程

## 荣誉[3]
获得多次嘉奖，其中主要如下：
- 优等勇气勋章（وسام الشجاعة من الدرجة الممتازة）
- 长期服务和优良榜样勋章（ وسام الخدمة الطويلة والقدوة الحسنة.）
- 优等候补忠诚勋章（وسام الإخلاص من الدرجة الممتازة تبديلاً）
- 优等候补叙利亚优异奖章（وسام الاستحقاق السوري من الدرجة الممتازة تبديلاً）
- 10月6日奖章
- 数个不同等级的战斗训练勋章（أوسمة تدريب قتالي ）

## 家庭
已婚，有三个孩子